# Đình Nông Trang

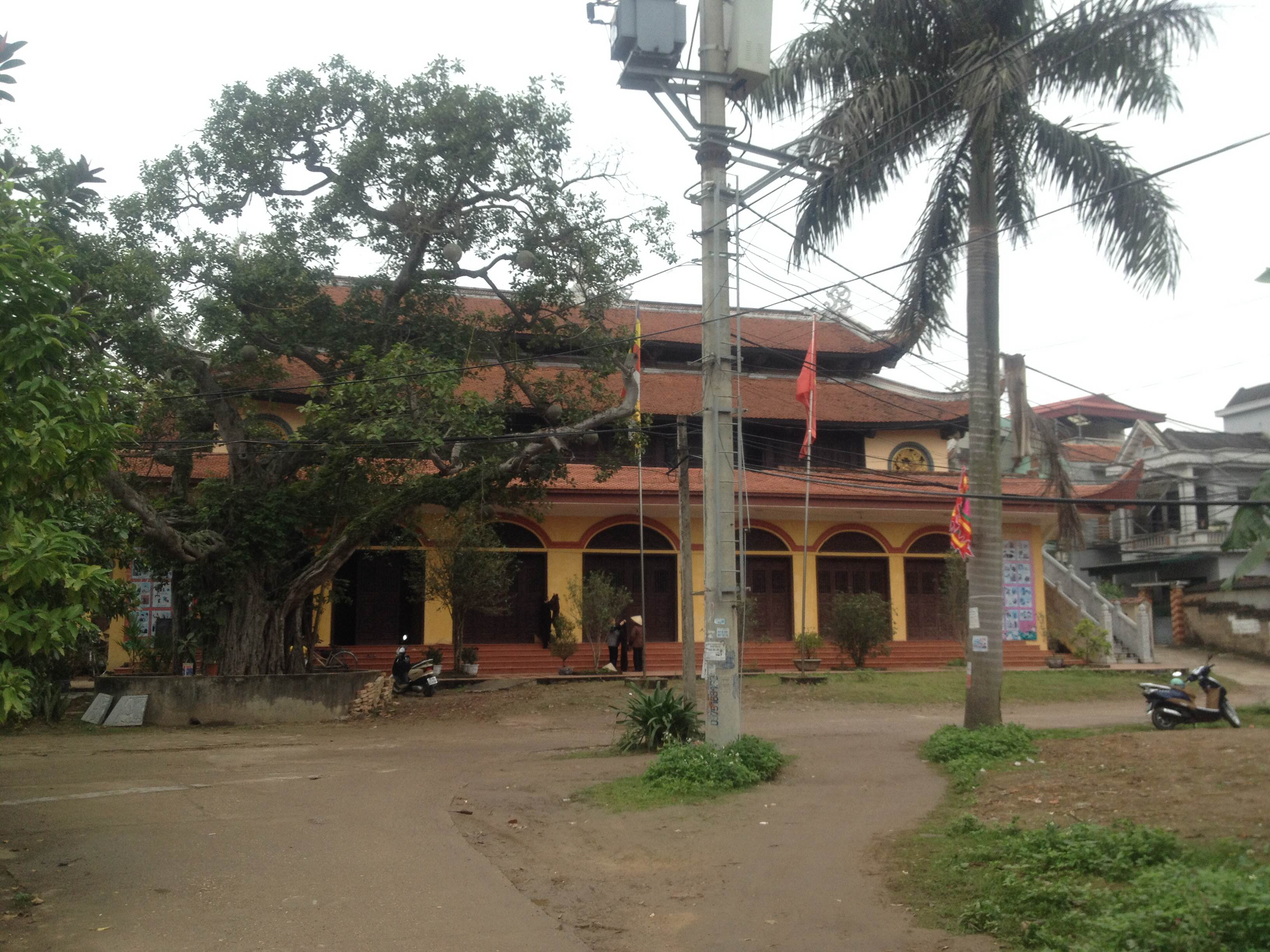
Một góc đình Nông Trang

Đình Nông Trang là di tích lịch sử văn hóa nằm trên địa bàn phường Nông Trang, trung tâm thành phố Việt Trì, tỉnh Phú Thọ. Đình Nông Trang thờ Vua Đinh Tiên Hoàng, vị Hoàng đế đã về đây chiêu mộ nhân dân Phong Châu - Phú Thọ ngày nay dẹp loạn 12 sứ quân thắng lợi và lập ra nhà nước Đại Cồ Việt ở thế kỷ thứ X.

## Lịch sử
Thế kỷ X vùng đất Phú Thọ có vai trò đặc biệt quan trọng. Là quê hương và nơi đóng quân của thế lực họ Kiều với Kiều Công Tiễn là vị tiết độ sứ cuối cùng thời Bắc thuộc. Tiếp tục đến thời Loạn 12 sứ quân, Địa bàn phường Nông Trang cũng như cả thành phố Việt Trì và các huyện phía đông tỉnh Phú Thọ thuộc vùng kiểm soát của sứ quân Kiều Công Hãn, nửa phía tây thuộc lãnh địa của sứ quân Kiều Thuận.
Khi Đinh Bộ Lĩnh nổi dậy dẹp loạn, được người Phú Thọ hưởng ứng và theo về rất đông. Điển hình như Bùi Quang Dũng đã tụ tập được 600 quân binh tại Phong Châu đưa về gia nhập với lực lượng Hoa Lư và Lý Mộc Trang người Thanh Ba đã dung nạp 300 người ở huyện Tam Nông cùng theo về tham gia quân đội Hoa Lư khởi nghĩa dẹp loạn 12 sứ quân. Thần phả đình Đông Thượng ở Đông Thành, Thanh Ba cho biết họ Vi làng Đông Thành đã giúp Đinh Bộ Lĩnh dẹp loạn 12 sứ quân.; Đền Phú Động ở Sơn Cương, Thanh Ba thờ Bạch Quốc hiệu Bạch Thạch Quốc Đô Đại Vương, tướng dưới thời Đinh Tiên Hoàng, là người làng Phú Động có công theo giúp Đinh Bộ Lĩnh đánh dẹp sứ quân Kiều Thuận. Đình Tề Lễ ở Cao Xá, Lâm Thao thờ Tề Lễ Đường Thượng Quan tên húy Hoàng Định, người theo về với Vua Đinh đi dẹp loạn 12 sứ quân và được phong chức quan đóng trước thành cũ của Kiều Công Hãn.
Đinh Tiên Hoàng đế sau khi lên ngôi vua rất quan tâm đến vùng đô cũ Phong Châu. Nhà vua đã cho xây dựng đền Hùng và thực hành tín ngưỡng thờ cúng Hùng Vương. Trong truyền thuyết dân gian, Vua Đinh cũng là người cho mời pháp sư Văn Du Tường về đây để tiêu diệt quỷ Xương Cuồng tồn tại nhiều năm ở Phong Châu - Bạch Hạc.
Năm 967, Đinh Bộ Lĩnh đã về đây đánh dẹp sứ hai quân này và được người dân địa phương ủng hộ. Tương truyền, khu vực đình Nông Trang xưa là địa điểm tập kết lực lượng nghĩa quân do Đinh Bộ Lĩnh lãnh đạo. Ở phường Minh Phương, thành phố Việt Trì, tỉnh Phú Thọ cạnh phường Nông Trang cũng có ngôi đình Vân Cơ là nơi thờ Vua Đinh Tiên Hoàng. Dựa theo truyền thuyết và các tài liệu lịch sử, dã sử có ghi chép rằng: Vị thần thờ ở đình Vân Cơ cũng giống ở đình Nông Trang thờ, là vua Đinh Tiên Hoàng vị anh hùng dân tộc Việt Nam đã có công lớn trong việc dẹp loạn 12 sứ quân, thống nhất Quốc gia, mở nền độc lập cho Đất nước từ thế kỷ X.
Chiến tranh kết thúc năm 968, Đinh Bộ Lĩnh lên ngôi Hoàng đế. Đinh Tiên Hoàng đã khẳng định được nền độc lập, tự chủ của đất nước bằng cách xưng đế, đặt tên nước riêng là Đại Cồ Việt, đặt niên hiệu riêng là Thái Bình. Thắng lợi của ông đã tạo tiền đề cho cuộc kháng chiến chống Tống của Lê Hoàn thắng lợi và các triều đại Lý, Trần, Lê, Nguyễn về sau xây dựng một nhà nước phong kiến tập quyền, độc lập, tự chủ.

## Kiến trúc
Đình Nông Trang được thiết kế theo kiểu chữ Đinh 3 gian 2 chái đại bái, 2 gian hậu cung, mái lợp ngói mũi hài, tường xây gạch đá ong một loại vật liệu có sẵn đặc trưng của vùng trung du Phú Thọ. Đình quay hướng Nam, phía trước là một ao rộng có cây đa, cây si cổ thụ xòe tán phủ xuống ngôi đình. Ngôi đình cổ với kiến trúc thời Nguyễn đã bị xuống cấp. Đến năm 1929, đình Nông Trang đã được tu bổ và được trùng tu, sửa chữa nhiều lần sau đó như thay một số dui, mè, hoành…
Ngày 21/1/2016, Phường Nông Trang đã tổ chức lễ khởi công, tu bổ và tôn tạo Di tích lịch sử văn hóa cấp tỉnh Đình Nông Trang. Tổng kinh phí dự toán được phê duyệt trên 5 tỷ 266 triệu đồng do UBND phường Nông Trang làm chủ đầu tư.
Trong tổng thể khu di tích đình Nông Trang còn có nhà Bia tưởng niệm phường Nông Trang được xây dựng từ năm 2011 và ghi danh 108 liệt sĩ, Tháng 3 năm 2014, công trình đã được tu bổ lại đúng dịp kỷ niệm 67 năm ngày thương binh liệt sĩ.

## Lễ hội đình Nông Trang
Hàng năm tại đình Nông Trang diễn ra các kỳ tế lễ sau:
- Ngày 7 và mùng 8 tháng Giêng (âm lịch) lễ đăng quang lên làm vua của Đinh Tiên Hoàng.
- Ngày 5 tháng năm (âm lịch) kỷ niệm ngày sinh của Đinh Tiên Hoàng
- Ngày 8 tháng 10 (âm lịch) ngày mất (hoá) của Đinh Tiên Hoàng.

Vào mỗi dịp tưởng nhớ và mừng lễ đăng quang làm vua của Đinh Tiên Hoàng, từ những ngày cuối tháng chạp, người người, nhà nhà rất bận rộn sắm sửa cho gia đình một cái tết Nguyên đán vui vẻ và sung túc nhưng vẫn không quên chuẩn bị cho ngày hội làng. Lễ vật được sắm là một con gà sống thiến khoảng 2 đến 3 kg cùng với 05 kg gạo nếp cái hoa vàng. Trong làng lần lượt cắt cử các dòng họ thay phiên mỗi năm một họ sửa lễ. Lễ vật đơn giản chỉ là xôi gà và hoa quả nhưng với ý nghĩa tâm linh thì nó hàm chứa sự may mắn, phúc lộc của một dòng họ được gửi gắm qua đồ lễ.
Lễ hội đình Nông Trang được tổ chức thường xuyên mỗi năm vào ngày mùng 8 tháng Giêng âm lịch. Không khí lễ hội được chuẩn bị trước đó nhiều ngày, người dân náo nức đến ngày hội làng. Người xa quê kéo khách về, người trong phố mời bạn đến. Những chiếc băng zôn được treo cao mời chào du khách, đường làng ngõ phố được vệ sinh sạch sẽ chuẩn bị cho ngày lễ tiệc. Sáng sớm ngày 7, trước sân đình trống dong cờ mở, kiệu bát cống đã được lau chùi sạch sẽ chuẩn bị sẵn sàng. Sau những lễ nghi đã được chuẩn bị khá chu đáo thì buổi rước được bắt đầu. Đoàn rước đi đầu là 2 cai cơ dẹp đường, sau là cờ thần, cờ ngũ sắc, các chấp kích mang bát bửu và đồ lễ bộ, rồi tới phường bát âm, sau là kiệu bát cống đặt đồ lễ gồm xôi gà, hoa quả. Đi sau kiệu là hai hàng quan viên, các bậc trưởng bối và dân làng. Đoàn rước đi làm hai hàng, quần áo sặc sỡ, xuất phát từ sân đình đi qua UBND phường Nông Trang đi vòng quanh các đường làng ngõ xóm rồi quay trở về đình như muốn đem may mắn, tài lộc đến mọi nhà để có một năm mới làm ăn phát tài, gia đình ấm no và hạnh phúc. Đoàn rước về đình đoàn tế sửa soạn bắt đầu cho nghi lễ chính, ban tế 19 người: Chủ tế là người có tuổi, gia đình song toàn, con cái làm ăn phát đạt, chủ tế có trách nhiệm lễ thần; Bồi tế giúp chủ tế hành lễ; Đông xướng, Tây xướng phụ trách nghi thức trong lúc tế. Đoàn tế đứng đối nhau bên cạnh hương án; Nội tán đứng bên cạnh chủ tế khi ra vào và trợ xướng; Chấp sự là người đứng hai bên phụ trách dâng hương, dâng rượu, dâng nước. Ban tế là những người làm việc thánh, việc đình đại diện cho dân nên phải có đức độ trong sạch. Tế 3 tuần được lặp đi lặp lại trong tiếng chiêng, tiếng trống cùng nhịp điệu của trống đồng văn và phường bát âm hỗ trợ tất cả hoà quyện vào nhau làm cho không khi buổi lễ trở nên linh thiêng và hấp dẫn.
Trong lễ hội đình Nông Trang còn diễn ra một số trò diễn, trò chơi giải trí, thi tài, sinh hoạt văn nghệ như: Chọi gà, bịt mắt bắt dê, kéo co... phong phú đa dạng tăng thêm sức hấp dẫn của lễ hội truyền thống. Do lễ hội Nông Trang trước đây có phần nghi lễ át phần hội nên ca dao Phú Thọ xưa có câu:
"Bao giờ kẻ Nú làm đình, Nông Trang mở hội thì mình lấy ta"
Hiện nay thì lễ hội đình Nông Trang đã là một lễ hội lớn và tiêu biểu ở Phú Thọ.